# Villeneuve-Minervois
Villeneuve-Minervois település Franciaországban, Aude megyében. Lakosainak száma 980 fő (2022. január 1.). Villeneuve-Minervois Cabrespine, Caunes-Minervois, Laure-Minervois, Sallèles-Cabardès, Trassanel, Villarzel-Cabardès és Villegly községekkel határos.

## Népesség
A település népessége az elmúlt években az alábbi módon változott:
| Lakosok száma | 1039 | 808  | 842  | 828  | 1059 | 1029 | 1019 | 976  | 955  | 980  |
|               | 1968 | 1982 | 1990 | 2006 | 2013 | 2015 | 2017 | 2019 | 2020 | 2022 |